# Адоньева, Светлана Борисовна
Светла́на Бори́совна Адо́ньева (род. 14 февраля 1963, Ленинград) — российский филолог, фольклорист, антрополог. Доктор филологических наук, профессор кафедры истории русской литературы филологического факультета СПбГУ, ведущий научный сотрудник Российского института истории искусств.

## Биография
Родилась в Ленинграде в 1963 году. 
В 1986 году окончила Ленинградский государственный университет. В 1990 году получила учёную степень кандидата филологических наук, защитив диссертацию на тему «Волшебная сказка в контексте традиционной фольклорной культуры». В 2004 году стала доктором филологических наук, защитив диссертацию на тему «Прагматика фольклора: частушка, заговор, причет: Белозерская традиция XX века». 
С 1989 года преподаёт на кафедре истории русской литературы СПбГУ, руководит полевыми исследованиями на Русском Севере. С 2006 года — профессор кафедры истории русской литературы СПбГУ, с 2007 года — ведущий научный сотрудник Российского института истории искусств.
Преподавала на Факультете этнологии Европейского университета в Санкт-Петербурге.
В 2005—2006 годах — приглашённый исследователь Калифорнийского университета в Беркли по программе обмена учёными.
В 2009—2010 годах — приглашённый преподаватель Мастерской Марины Разбежкиной «Школа документального кино». С 2011 года — приглашённый преподаватель Мастерской индивидуальной режиссуры Бориса Юхананова.
Лауреат Университетской премии «За научные труды» (2011) за монографию «Дух народа и другие духи».
С 2011 года основатель и руководитель исследовательского проекта «Первичные знаки, или прагмемы».
С 2016 года является приглашённым преподавателем «Школы документального кино и театра Марины Разбежкиной и Михаила Угарова».

## Научная деятельность
Член Диссертационного совета по защите докторских и кандидатских диссертаций при Институте русской литературы (Пушкинский Дом).
Создатель одного из первых российских информационных ресурсов (1998), посвящённых российской традиционной культуре и современным символическим практикам: Русский фольклор в современных записях (www.folk.ru). В 2010 году сайт был включён в каталог портала научных и образовательных ресурсов www.intute.ac.uk (раздел Modern languages and area studies).
Один из авторов-разработчиков инновационного научно-образовательного электронного ресурса «Фольклор и фольклористика в СПбГУ» (www.folk.spbu.ru). Руководитель научно-исследовательских и культурных проектов, поддержанных грантами российских и международных научных фондов.
Директор и один из учредителей АНО «Пропповский центр: гуманитарные исследования в области традиционной культуры».
Автор многочисленных научных и научно-популярных статей и нескольких монографий.

## Научные интересы и исследовательские направления
Адоньева одна из первых в российской науке применила научные методы и разработки в области социологии (Гофман, Шютц, де Серто, Гарфинкель, Луман, Бурдьё), психологии (Выготский, Маслоу, Франкл, Берн) и философии (Пирс, Остин, Сёрль, Батай, Делёз) при исследовании классических фольклорных жанров и традиционных ритуалов. Предложенный ею прагматический подход к стереотипным формам поведения и речи дал возможность понимать фольклор и ритуал не только как культурное наследие народа, но и как орудие контроля общества над поведением и внутренним миром своих членов. Владение фольклорными формами делает человека проводником коллективных верований и исполнителем власти.
В фокусе внимания исследовательницы — повседневность и обычаи современной культуры (традиции Нового года, свадьбы и похороны, культ предков). Фиксируя и исследуя коллективные символические практики, можно понять, как устроены человеческие отношения (супружеские, родительские отношения, отношения учитель — ученик, государство — его граждане).

## Избранные труды
- Традиционная русская магия в записях конца XX века / Сост. С. Б. Адоньева, О. А. Овчинникова. — СПб.: Издательство «Френдлих-Тафф», 1993. — 2000 экз.
- Современная баллада и жестокий романс / Сост. С. Адоньева, Н. Герасимова. — СПб.: Издательство Ивана Лимбаха, 1996. — 416 с. — 5000 экз. — ISBN 5-89059-004-9.
- Адоньева С. Б. Сказочный текст и традиционная культура. — СПб.: СПбГУ, 2000. — 1000 экз.
- Адоньева С. Б. Категория ненастоящего времени. Антропологические очерки. — СПб.: Петербургское Востоковедение, 2001. — 176 с. — (Ethnographica Petropolitana). — 1000 экз. — ISBN 5-85803-194-4.
- Адоньева С. Б. Прагматика фольклора. — СПб.: СПбГУ, 2004. — 312 с. — 500 экз. — ISBN 5-288-03428-1.
- Адоньева С. Б. Деревенская частушка XX века. — СПб.: СПбГУ, 2006. — 534 с. — 1000 экз. — ISBN 5-288-03999-2.
- Адоньева С. Б. Дух народа и другие духи. — СПб.: Амфора, 2009. — 288 с. — 1000 экз. — ISBN 978-5-367-00831-9. (рецензия)
- Адоньева С. Б. Символический порядок. — СПб.: Амфора, 2011. — 167 с. — (Первичные знаки, или прагмемы). — 1000 экз. — ISBN 978-5-367-02107-3.
- Olson Laura, Svetlana Adonyeva. The Worlds of Russian Village Women: Tradition, Transgression, Compromise. — University of Wisconsin Press, 2013. — ISBN 9780299290344.

## Тексты on line
- Адоньева С. Б. Курс лекций «Прагматика современного фольклора»
- Адоньева С. Б. «Прагматика частушки»
- Адоньева С. Б. «Звуковые формулы в ритуальном фольклоре»
- Адоньева С. Б. «Материнство: мифология и социальный институт»
- Адоньева С. Б., Олсон-Остерман Л. «Материнство: интимные практики женской иерархии»
- Адоньева С. Б. «Обрядовое чучело: проективный принцип ритуальных практик»
- Адоньева С. Б. «Женщина как территория: „суженая“ в мужском биографическом тексте»
- Адоньева С. Б. «Ритуал, он же — обряд. Разговор об определениях»
- Адоньева С. Б. «Ритуальные площадки»
- Адоньева С. Б. «Полосканье белья: символический порядок повседневных практик»
- Адоньева С. Б. «Большаки и большухи»
- Адоньева С. Б., Олсон Л. «Советские крестьянки»